# Ca' da Mosto
Ca' da Mosto je jeden z nejstarších paláců v Benátkách. Nachází se ve čtvrti Cannaregio u Canalu Grande nedaleko mostu Rialto. Byl mnohokrát přestavovám a zvyšován a má zajímavou fasádu částečně ve stylu benátsko-byzantské architektury.

## Dějiny
Budova jistě existovala již ve 13. století, kdy byla ve vlastnictví rodiny Barozziů. Vykazuje však i starší prvky, zejména jeho portego (vstupní hala) u vody. V roce 1266 dům přešel vlastnictví do rodu Da Mosto, koupil jej Marco da Mosto.
V paláci se narodil a zemřel slavný objevitel Alvise Cadamosto, v letech 1454 až 1462 působící ve službách portugalského krále Jindřicha Mořeplavce. Od 16. století do konce 18. století palác sloužil jako hotel Leon Bianco (Bílý lev), jeden z nejslavnějších v Benátkách, založený v roce 1661, který hostil mnoho slavných osobností. V té souvislosti došlo ke zvýšení paláce nástavbou horních dvou podlaží. Od roku 2022 po opravě palác slouží opět jako hotel pod jménem Venice Venice Hotel.

## Popis
Ca' da Mosto představuje jeden z nejlépe zachovaných příkladů benátského městského domu a obecněji benátsko-byzantské architektury, která se zde vyvinula pod vlivem orientálního stylu. Hodnotu budovy obdivoval i sám John Ruskin, který ji popsal jako jeden z nejpůsobivějších benátských paláců třináctého století.
Zpočátku bylo průčelí tehdy pouze na dvoupodlažní budovy lemováno věžemi, nazývanými torreselle: ty byly zbořeny, když byl palác zvýšen o další dvě podlaží. Budova má četné charakteristické prvky benátského domu: halu portego, navrženou tak, aby propojovala bránu z ulice s vodním vstupem, chodbu curia, používanou pro vykládání zboží z lodí s prostým přístupem k vodě charakterizovaným sledem tří nepravidelných oblouků, sloupové okno polifora s lodžií v patře piano nobile. Tato lodžie byla původně složená z osmi vystupujících podlouhlých oblouků (vliv gotiky), poté byl jeden z otvorů uzavřen. V horní části je zajímavá byzantská mramorová výzdoba, jako jsou zoomorfní patery (okrouhlé basreliéfy) a vlysy. Po stranách jsou dvě okénka opět vykazující vliv byzantského stylu. Po zvýšení budovy vzniklo druhé piano nobile se serlianou (trojdílné okno) a jednoduchými okny bez dekorů.
Zadní průčelí, vedoucí na malé nádvoří, je mnohem jednodušší: má centrální trojité okno, balkón a vchod zdobený rozlehlým klenutým portálem.

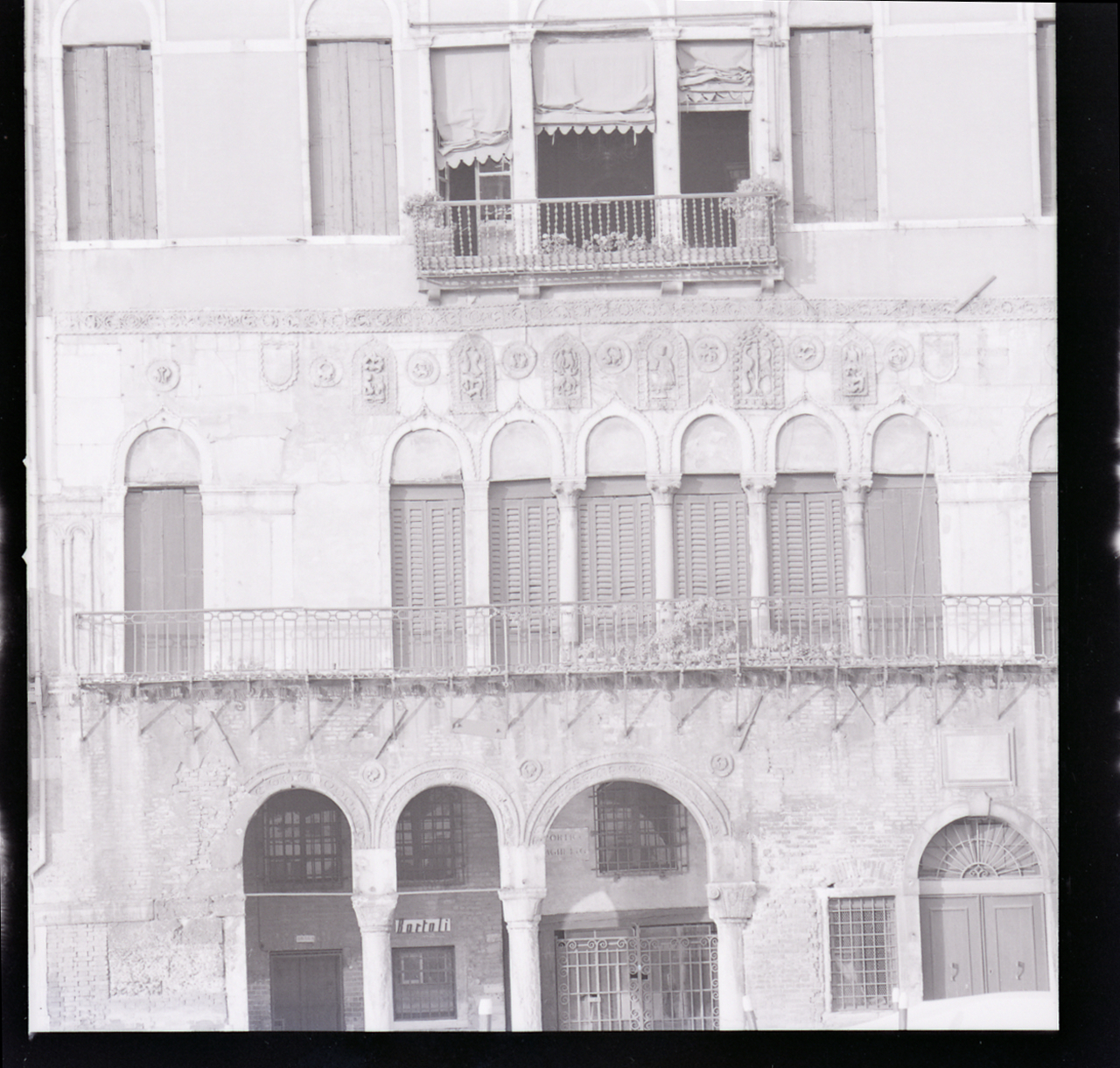
Detail průčelí, Paolo Monti, 1969
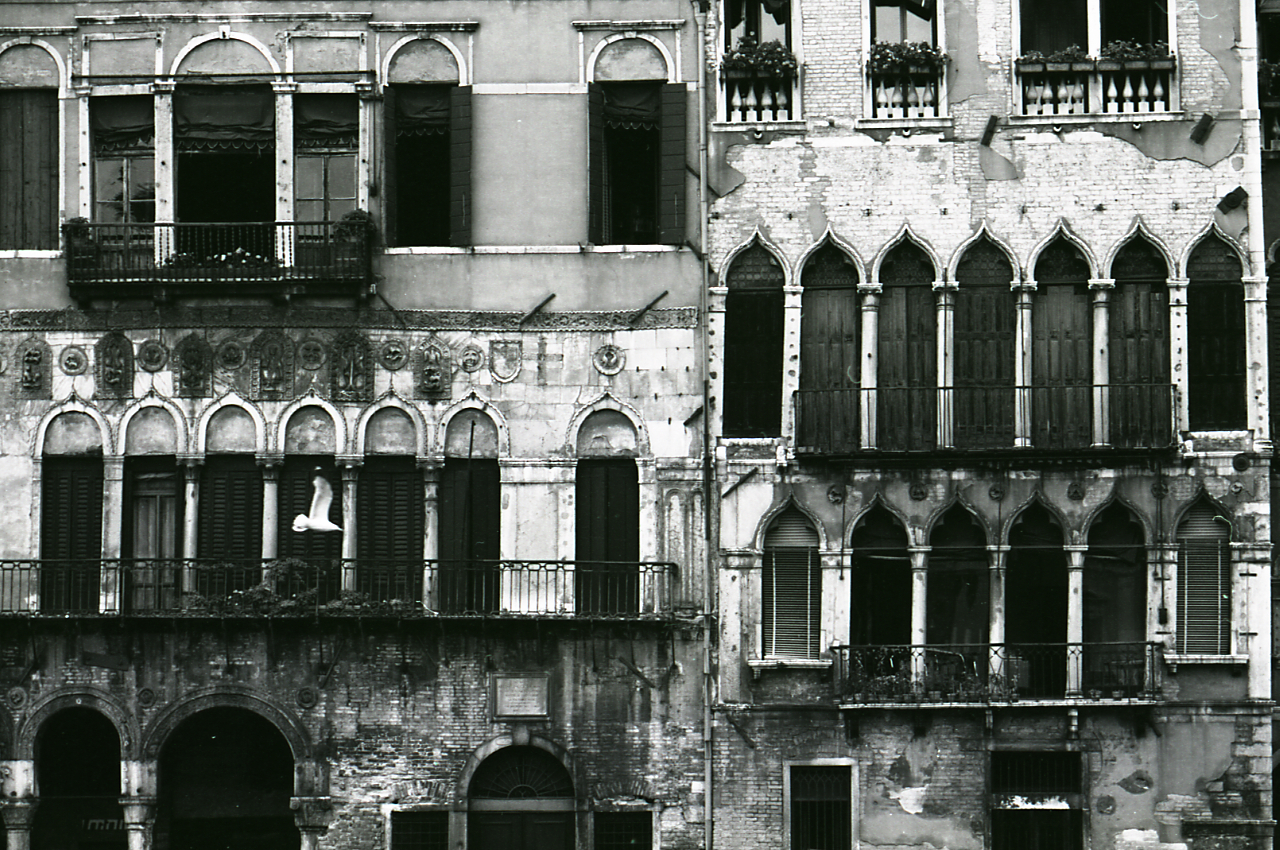
Detail průčelí, Paolo Monti, 1969
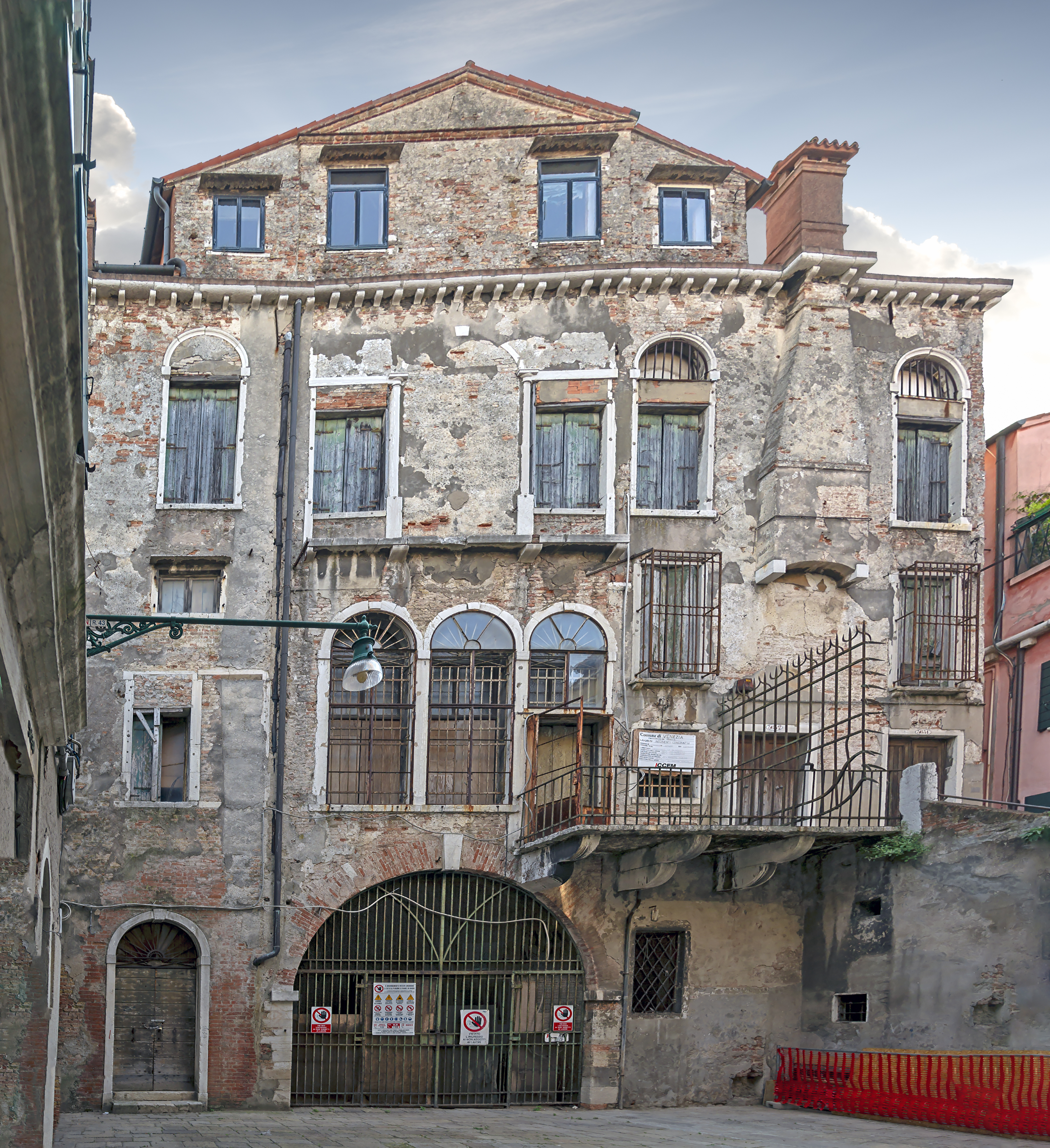
Zadní průčelí